# البلوز خاصتنا
البلوز خاصتنا (بالكورية: 우리들의 블루스)؛ هو مسلسل تلفزيوني أنثولوجي كوري جنوبي، يصور حياة العديد من الشخصيات الذين يعيشون في جزيرة جيجو، تم بثه على قناة تي في إن كل يومي السبت والأحد من 9 أبريل إلى 12 يونيو 2022. وهو متاح أيضًا على شبكة نتفليكس.

## القصة
تحكي قصص الحياة الجميلة والحامضة والمرة التي ستعيشها شخصيات متنوعة في أجواء نابضة بالحياة لجزيرة جيجو.

## طاقم

### دور رئيسي
- لي بيونغ هون في دور لي دونغ سوك.[8]

الرجل الذي ولد ونشأ في جيجو. وهو بائع شاحانات.
- شين مين آه في دور مين سون أ.[9]

امرأة لها قصة أتت إلى جيجو، وتعمل مع لي دونغ سوك
- تشا سيونغ وون في دور تشوي هان سو.[8]

الذي عاد إلى مسقط رأسه في جيجو كرجل متحضر ومثالي والحب الأول لـ جيونغ اون هي.
- لي جونغ اون في دور جيونغ أون هي.

صاحبة متجر أسماك.
- هان جي مين في دور لي يونغ-أوك.[10]

غواصة البهجة الذي يقال أن لديها الكثير من الشائعات
- كيم وو بين في دور بارك جونغ جون.[11]

قبطان ذو طبيعة صافية ودافئة. الذي يحب يونغ أوك
- أوم جونغ هوا في دور جو مي ران.

صديقة يون هي التي ذهبت إلى جيجو لأنها تشعر بالملل في العاصمة.

### أدوار داعمه
- كيم هي جا، في دور كانغ أوك دونغ.[12]
- جو دو شيم في دور هيون تشون هي، امرأة أعمال عملت لأكثر من 60 عامًا.[12]
- باي هيون سون في دور جونغ هيون، طالب بالمرحلة الثانوية يبلغ من العمر 18 عامًا ولد في جيجو.[13]
- روه يون-سيو في دور بانغ يونغ-جو، طالبة في المدرسة الثانوية ولدت في جيجو تريد الهروب إلى سيئول.[14]

## المشاهدات
| الموسم | الموسم | رقم الحلقة | رقم الحلقة | رقم الحلقة | رقم الحلقة | رقم الحلقة | رقم الحلقة | رقم الحلقة | رقم الحلقة | رقم الحلقة | رقم الحلقة | رقم الحلقة | رقم الحلقة | رقم الحلقة | رقم الحلقة | رقم الحلقة | رقم الحلقة | رقم الحلقة | رقم الحلقة | رقم الحلقة | رقم الحلقة | المتوسط |
| الموسم | الموسم | 1          | 2          | 3          | 4          | 5          | 6          | 7          | 8          | 9          | 10         | 11         | 12         | 13         | 14         | 15         | 16         | 17         | 18         | 19         | 20         | المتوسط |
| ------ | ------ | ---------- | ---------- | ---------- | ---------- | ---------- | ---------- | ---------- | ---------- | ---------- | ---------- | ---------- | ---------- | ---------- | ---------- | ---------- | ---------- | ---------- | ---------- | ---------- | ---------- | ------- |
|        | 1      | 1.845      | 2.026      | 1.966      | 2.215      | 1.724      | 1.909      | 1.924      | 2.334      | 2.088      | 2.612      | 2.473      | 2.413      | 2.270      | 2.598      | 2.274      | 2.667      | 2.416      | 2.852      | 2.899      | 3.419      | 2.346   |

وفقا لنيلسن كوريا، فقد حقق العرض الأول من المسلسل متوسط تقييم بنسبة 7.3% مع الذروة 8.5% بأكثر من 1.8 مليون مشاهدة. حقق المسلسل رقماً قياسياً في الحلقة الأخيرة حيث سجل متوسط تقييم بنسبة 14.5% مع الذورة 17.3% بحوالي أكثر من 3.4 مليون مشاهدة، ليصبح انجح الأعمال الدرامية لهاذا العام. وضمن الأعلى تقييما لقناة تي في إن.
| الحلقات | تاريخ البث    | تقييمات (نيلسن كوريا) | تقييمات (نيلسن كوريا) |
| الحلقات | تاريخ البث    | على الصعيد الوطني     | سيئول                 |
| ------- | ------------- | --------------------- | --------------------- |
| 1       | 9 أبريل 2022  | 7.324%                | 8.107%                |
| 2       | 10 أبريل 2022 | 8.736%                | 10.189%               |
| 3       | 16 أبريل 2022 | 7.897%                | 9.022%                |
| 4       | 17 أبريل 2022 | 9.182%                | 10.064%               |
| 5       | 23 أبريل 2022 | 7.126%                | 7.233%                |
| 6       | 24 أبريل 2022 | 7.722%                | 7.870%                |
| 7       | 30 ابريل 2022 | 7.913%                | 8.721%                |
| 8       | 1 مايو 2022   | 9.559%                | 10.329%               |
| 9       | 7 مايو 2022   | 8.810%                | 9.303%                |
| 10      | 8 مايو 2022   | 11.242%               | 12.119%               |
| 11      | 14 مايو 2022  | 10.397%               | 10.725%               |
| 12      | 15 مايو 2022  | 10.796%               | 11.112%               |
| 13      | 21 مايو 2022  | 10.047%               | 10.742%               |
| 14      | 22 مايو 2022  | 10.949%               | 11.266%               |
| 15      | 28 مايو 2022  | 10.065%               | 10.618%               |
| 16      | 29 مايو 2022  | 11.843%               | 12.648%               |
| 17      | 4 يونيو 2022  | 10.163%               | 10.304%               |
| 18      | 5 يونيو 2022  | 12.541%               | 13.198%               |
| 19      | 11 يونيو 2022 | 12.149%               | 13.171%               |
| 21      | 12 يونيو 2022 | 14.597%               | 15.719%               |
| المعدل  | المعدل        | 9.953%                | 10.623%               |

## الإنتاج

### صناعة
المسلسل من كتابه نوه هي كيونغ التي كتبت مسلسل «بث مباشر» لعام 2018، ومسلسل لا بأس، هذا هو الحب، والشتاء العاصف. واخراجه بواسطة لي كيو تاي. تم إنتاج المسلسل من 20 حلقة بواسطة GT:st Co التابعة لقسم استوديو دراغون.

### طاقم
في 20 أبريل 2021، أعلن عن تلقي عرض انضمام للمسلسل لكل من شين مين آه وكيم وو بين وكانا يفكران فيه بشكل إيجابي. تم تأكيد اكتمال تشكيلة فريق التمثيل في 10 أكتوبر 2021. يعود كيم وو بين إلى الدراما بعد توقف دام 5 سنوات، حيث كان آخر ظهور له بمسلسل «مغرمًا بشكل لا يمكن السيطرة عليه» لعام 2016.

### التصوير
بدأ التصوير في جزيرة جيجو في أكتوبر 2021 بعد الانتهاء من اختيار الطاقم بالكامل. في مقابلة مع Cine21 كشف مخرج المسلسل أن المسلسل يصور حياة الناس العاديين في حقول منطقة جيجو. كما لديها 14 شخصية رئيسية مكونة من 8 قصص. تم تصوير 70% من المسلسل في جزيرة جيجو.

## روابط خارجية
- الموقع الرسمي
 باللغة الكورية
- البلوز خاصتنا على موقع IMDb (الإنجليزية)
- البلوز خاصتنا على موقع روتن توميتوز (الإنجليزية)
- البلوز خاصتنا على موقع نتفليكس (الإنجليزية)
- البلوز خاصتنا على موقع فيلمافينيتي (الإسبانية)
- البلوز خاصتنا على موقع ليتربوكسد (الإنجليزية)
- البلوز خاصتنا على موقع كينوبويسك (الروسية)
- البلوز خاصتنا على موقع قاعدة بيانات الفيلم (الإنجليزية)
- البلوز خاصتنا على هانسينما